# Czesław Dutka
Czesław Paweł Dutka (ur. 30 stycznia 1936 w Oryszkowcach, zm. 10 stycznia 2020 w Polanicy-Zdroju) – polski filolog specjalizujący się w historii i teorii literatury, metodologii badań literackich i socjologii literatury, pierwszy rektor Państwowej Wyższej Szkoły Zawodowej im. Angelusa Silesiusa w Wałbrzychu.

## Życiorys
Ukończył polonistykę na Uniwersytecie Wrocławskim. W 1956 relegowany ze studiów, podjął pracę w sanatorium dziecięcym i uzdrowiskowym domu kultury w Polanicy-Zdroju. W latach 1965–1975 pracował jako nauczyciel w szkołach średnich w Kłodzku. Był współorganizatorem Kłodzkich Wiosen Poetyckich (odbywających się z czasem w Polanicy) i lektorem DKF przy polanickim kinie „Światowid”.
W 2005 uhonorowany godnością Honorowego Obywatela Polanicy.
W latach 1977–1982 wykładał socjologię na Politechnice Wrocławskiej, w stanie wojennym usunięty z uczelni. W 1978 r. obronił doktorat na Uniwersytecie WrocławskimOd 1982 r. pracował w Instytucie Filologii Polskiej Wyższej Szkoły Pedagogicznej w Zielonej Górze. W 1990 r. habilitował się na Uniwersytecie Wrocławskim. W 2000 r. uzyskał tytuł profesora. W latach 1999–2008 pełnił funkcję rektora Państwowej Wyższej Szkoły Zawodowej im. Angelusa Silesiusa w Wałbrzychu.
Za swoją działalność był wielokrotnie nagradzany i wyróżniany: przez prezydenta (Złoty Krzyż Zasługi, 1989), ministra (Medal Komisji Edukacji Narodowej, 1991, nagrody w latach 2000, 2001, 2002). W roku 1977 otrzymał medal „Zasłużony Działacz Kultury”.
Był zapalonym szachistą i współorganizatorem Turnieju Szachowego im. Akiby Rubinsteina w Polanicy. W 1978 został odznaczony Złotą Odznaką Polskiego Związku Szachowego.
Pochowany na cmentarzu w Polanicy-Zdroju przy ul. Kłodzkiej.

## Publikacje
- Tancerz idei. Pisarz jako autor i świadek znaczeń, Zielona Góra 1995.
- Mistrzowie i szkoły. Szkice o tradycji literaturoznawstwa, Zielona Góra 1998.
- Słowo peryferyjne. Eseje, szkice literackie i recenzje, Zielona Góra 1999.
- Genologia i konteksty, Zielona Góra 2000.
- Literatura – badacz i krytyk. Wybrane role partnerów interakcji poznawczej, Zielona Góra 2000.
- Norwid – nasz współczesny. Profecja i recepcja, Zielona Góra 2002.